# NGC 4223
NGC 4223 este o infrared source⁠(d) situată în constelația Fecioara. A fost descoperită în 13 aprilie 1784 de către William Herschel. Se află la o distanță de 33,88 de megaparseci de Pământ.